# 竹野暢勇
竹野 暢勇（たけの のぶお、1935年11月25日- 2009年10月1日）は競輪選手。現在の真岡市（旧二宮町）出身。現役時は日本競輪選手会栃木支部所属。日本競輪学校（当時。以下、競輪学校）第10期卒業。選手登録番号6574。

## 来歴
栃木県立真岡高等学校在籍時代はサッカーを行っていたが、親が自転車店を経営していた縁で、卒業後競輪選手を志し、競輪学校第10期生となった。
鋭いダッシュ力を駆使した走法を武器として、長年に亘りトップクラスで活躍。全国都道府県選抜競輪を4回優勝した。
また、オールスター競輪では、1956年に川崎競輪場で開催された第1回から、1984年に西宮競輪場で開催された第27回まで、ファン投票で選ばれ全て出場した。1967年に岸和田競輪場で開催された第12回の大会では、バックから捲った伊藤繁の後位に入り込み、ゴール直前、伊藤を交わして優勝した。
1988年3月11日選手登録削除。通算勝利数786。
引退後は1995年1月に創設された日本名輪会にも会員として加わり活動していたが、2009年10月に病気のため死去。73歳。

## 主な獲得タイトル
- 1956年 - 第11回全国都道府県選抜競輪1000m競走（神戸競輪場）
- 1958年 - 第14回全国都道府県選抜競輪1200m競走（花月園競輪場）・第15回全国都道府県選抜競輪1200m競走（一宮競輪場）
- 1960年 - 第17回全国都道府県選抜競輪2000m競走（一宮競輪場）
- 1967年 - 第12回オールスター競輪（岸和田競輪場）

## エピソード
- 栃木県登録選手には、今でも「竹野人脈」ともいうべき系図が存在する。
  - 鈴木正彦（34期） - 竹野の弟子
  - 荒川博之（49期） - 鈴木の弟子
  - 神山雄一郎（61期） - 荒川の弟子。竹野に次ぐ栃木支部所属のGI覇者。
  - 飯嶋則之（81期）、神山拓弥（91期） - 神山雄一郎の弟子（孫弟子に当たる。飯嶋は3人目の栃木支部所属のGI覇者）
  - 雨谷一樹（96期） - 飯嶋の弟子

- 12車立て時代の後楽園競輪場で行われた、とある日のレースで、最終バック11番手の位置から捲りきって勝ったことがある。